# Lomographa unimaculata
Lomographa unimaculata är en fjärilsart som beskrevs av Edward Alfred Cockayne 1950. Lomographa unimaculata ingår i släktet Lomographa och familjen mätare. Inga underarter finns listade i Catalogue of Life.